# Paris-Roubaix de 1926
A 27.ª edição da Paris-Roubaix teve lugar a 4 de abril de 1926 e foi vencida pelo belga Julien Delbecque.

## Classificação final
|    | Ciclista                | Equipa         | Tempo |
| -- | ----------------------- | -------------- | ----- |
| 1  | Julien Delbecque        | Armor          |       |
| 2  | Gustave van Slembrouck  | JB Louvet      |       |
| 3  | Gaston Rebry            | Peugeot        |       |
| 4  | Lode Eelen              | Peugeot        |       |
| 5  | Kastor Notter           | Olympique      |       |
| 6  | Henri Pélissier         | Dilecta-Wolber |       |
| 7  | Félix Sellier           | Alcyon-Dunlop  |       |
| 8  | Marcel Colleu           | JB Louvet      |       |
| 9  | Camille Van De Casteele | JB Louvet      |       |
| 10 | Adelin Benoit           | Thomann        |       |